# Боббі Декордова-Рід
Боббі Декордова-Рід (англ. Bobby Reid; нар. 2 лютого 1993, Бристоль) — ямайський футболіст, півзахисник, нападник клубу «Лестер Сіті» та національної збірної Ямайки. Виступав також за низку англійських клубів.

## Клубна кар'єра
Боббі Декордова-Рід народився 1993 року в місті Бристоль, та є вихованцем футбольної школи місцевого клубу «Бристоль Сіті». У 2011 році футболіста перевели до основної команди того ж клубу, проте до основного складу він не пробився, і керівництво клубу відправило Декордова-Ріда в оренду, спочатку до клубу «Челтнем Таун», а пізніше до «Олдем Атлетик». Лише в сезоні 2013—2014 років футболіст грав у основі бристольського клубу, після чого його тричі віддавали в оренду до клубу «Плімут». У сезоні 2015—2016 років Декордова-Рід став гравцем основного складу «Бристоль Сіті», та грав у складі команди до 2018 року.
У 2018 році футболіст перейшов до валлійського клубу «Кардіфф Сіті», який грає в системі футбольних ліг Англії, в якому грав до 2019 року, та став одним із основних гравців атакувальної ланки команди. У 2019 році Декордова-Рід перейшов до лондонського клубу «Фулгем», у складі якого грав до 2024 року. З 2024 року футболіст грає у складі клубу «Лестер Сіті».

## Виступи за збірну
У 2019 році Боббі Декордова-Рід дебютував у складі національної збірної Ямайки. У складі збірної був учасником розіграшу Золотого кубку КОНКАКАФ 2021, Золотого кубку КОНКАКАФ 2023 та Кубка Америки 2024 року. Станом на листопад 2024 року зіграв у складі збірної 36 матчів, у яких відзначився 6 забитими м'ячами.